# Arnoglossus oxyrhynchus
Arnoglossus oxyrhynchus är en fiskart som beskrevs av Amaoka, 1969. Arnoglossus oxyrhynchus ingår i släktet Arnoglossus och familjen tungevarsfiskar. Inga underarter finns listade i Catalogue of Life.